# Союз Українських Студентських Товариств в Європі
Союз Українських Студентських Товариств в Європі (СУСТЕ) — міжкрайова студентська централя, заснована 1963 у Парижі.
Члени СУСТЕ — українські студентські громади у Великій Британії, Франції і «Обнова» в Італії, Союз українських студентів у Німеччині, Бельгії й Австрії; заг. число членів понад 250.
СУСТЕ організує конференції, студійні і товариські зустрічі, з 1975 видає неперіодичний «Інформативний Листок». Голови СУСТЕ: Ф. Татарчук, І. Гірна, А. Ребет, Б. Дроздовський, Т. Лончина (з 1976), В. Личманенко, М. Димид (1980-1983), Бойко.